# Kambarskie Zakłady Mechaniczne

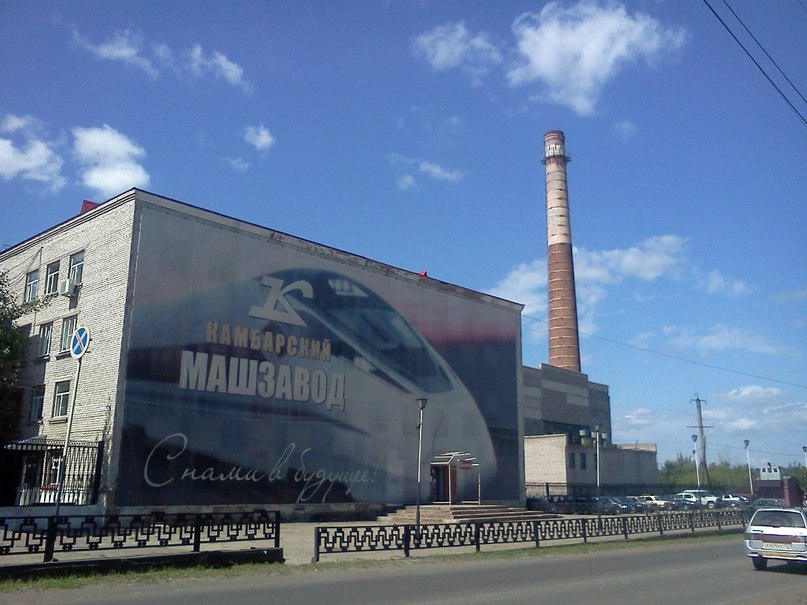
Budynek administracyjny zakładu

Kambarskie Zakłady Mechaniczne Spółka Akcyjna (ros. Камба́рский машинострои́тельный заво́д) – rosyjskie zakłady produkujące i remontujące tabor i urządzenia kolejowe. Przedsiębiorstwo specjalizuje się w taborze wąskotorowym o prześwicie od 750 mm do 1067 mm, a także w mniejszym stopniu 1435 mm i 1520 mm. Siedziba firmy mieści się w rosyjskim mieście Kambarka, w autonomicznej Republice Udmurckiej.

## Historia zakładu
Fabryka rozpoczęła swoją działalność w 1767 roku. Początkowo zajmowała się wytopem żelaza i produkcją wyposażenia dla tartaków. W 1950 roku rozpoczęto produkcję wąskotorowego taboru kolejowego: pługów odśnieżnych, wagonów osobowych oraz lokomotyw spalinowych. Z biegiem lat wprowadzono do oferty także tabor szeroko i normalnotorowy. W ofercie są także średnie i główne naprawy taboru.

### Eksport
Produkty eksportowano do krajów takich jak: Polska, Bułgaria, Estonia, Łotwa, Litwa, Ukraina, Białoruś, Słowacja, Argentyna, Wietnam, Kambodża, Kuba, Mali, Nikaragua, Uzbekistan, Gwinea Bissau, Liban, Kazachstan, Turkmenistan, Azerbejdżan, Kirgistan, Tadżykistan.

## Produkty

### Lokomotywy
- TU4 (1962–1974)
- TU5 (1967–1973)
- TU6 (1968–1971)
- TU6А (1973–1988)
- TU7, (1974–1988)
- TU7A, (1988–2009, 2014 – obecnie)
- TU8
- TU10
- TGM40 (normalnotorowa/szerokotorowa)

### Wagony (750–900 mm)
- Wagon (Dump-car) model 47-641
- Wagon do przewozu torfu TSV-6A
- Wagon osobowy WP-750
- Wagon restauracyjny
- Wagon techniczny
- Wagon pocztowy
- Wagon sypialny
- Wagon platform
- Wagon cystern
- Wagon kryte

### Drezyny, tabor pomocniczy i techniczny
- Drezyny wąskotorowe TU6D, TU6P (1978–1988; 750 mm)
- Drezyny wąskotorowe TU8G, TU8P (750–1067 mm)
- Szerokotorowy pług samobieżny TGM40S
- Pług odśnieżny SP2 (750 mm, bez napędu)
- Rodzina szerokotorowych drezyn i pojazdów inspekcyjnych AM-1, AM-3, AM-3C, AMD-1, AMD-3, AMD-C (1067-1435-1520 mm)
- Pociąg TU6SPA do budowy i rozbiórki linii wąskotorowych (750 mm)
- Pług odśnieżny LD 24 – montowany do ostoi lokomotyw TU7